# Olearia pannosa
Olearia pannosa là một loài thực vật có hoa trong họ Cúc. Loài này được Hook. mô tả khoa học đầu tiên năm 1851.